# BASA-Verfahren
Das BASA-Verfahren (Psychologische Bewertung von Arbeitsbedingungen – Screening für Arbeitsplatzinhaber) ist ein wissenschaftlich fundiertes Instrument zur Gefährdungsbeurteilung von psychischen Belastungen am Arbeitsplatz. Es wurde 2001 von Gabriele Richter und Martin Schatte von der Bundesanstalt für Arbeitsschutz und Arbeitsmedizin (BAuA) entwickelt.
Ziel des Verfahrens ist es, sowohl belastende als auch förderliche Arbeitsbedingungen zu erkennen und entsprechende Maßnahmen abzuleiten. Es kombiniert arbeitspsychologische und arbeitswissenschaftliche Ansätze und verwendet einen zweistufigen Fragebogen: Erstens wird die faktische Arbeitssituation bewertet, zweitens das persönliche Erleben der Beschäftigten. Die Ergebnisse fließen in die sogenannte BASA-Matrix ein, die sowohl Gefährdungen als auch Ressourcen darstellt.
Der BASA-Score bietet eine klare visuelle Darstellung der Ergebnisse in einem Ampelsystem, was es ermöglicht, Risiken schnell zu identifizieren.

## Beschreibung
Ziel des BASA-Verfahrens ist es, sowohl gesundheitsschädliche Arbeitsbedingungen als auch gesundheitsförderliche Ressourcen zu identifizieren. Die psychische Gefährdungsbeurteilung ist seit der Novellierung des Arbeitsschutzgesetzes im Jahr 2013 verpflichtend für alle Arbeitgeber in Deutschland (§ 5 ArbSchG). BASA ermöglicht es Unternehmen, gesetzliche Vorgaben zu erfüllen, gleichzeitig aber auch proaktive Maßnahmen zum Schutz und zur Förderung der psychischen Gesundheit ihrer Mitarbeiter zu ergreifen. Das BASA-Verfahren wird von der gesetzlichen Unfallversicherung empfohlen und ist sowohl in der Tool-Box der Bundesanstalt für Arbeitsschutz und Arbeitsmedizin als auch im Online-Tool GB-Psych Kompass genannt und ist somit ein zentrales Instrument zur Durchführung von Gefährdungsbeurteilungen psychischer Belastungen am Arbeitsplatz in Deutschland, Österreich und in der Schweiz. Es unterstützt Unternehmen dabei, die gesetzlichen Anforderungen des Arbeitsschutzgesetzes zu erfüllen und gleichzeitig proaktive Maßnahmen zur Verbesserung der psychischen Gesundheit ihrer Mitarbeiter zu implementieren. Mit der Weiterentwicklung und Aktualisierung des Verfahrens wurde BASA im Jahr 2016 an die Hochschule Zittau/Görlitz übergeben. Im BASA-Netzwerk werden Erfahrungen und Wünsche von Nutzerinnen und Nutzern gesammelt und Verbesserungen angeregt.

## Methodik
Das BASA-Verfahren verwendet eine zweistufige Erhebungsmethode bei jedem Item: Im ersten Schritt werden faktische Arbeitsplatzbedingungen durch die Mitarbeiter selbst bewertet. Im zweiten Schritt wird das subjektive Erleben der Mitarbeiter erhoben. Diese Kombination ermöglicht eine umfassende Analyse der psychischen Arbeitsbelastung.
Bei jedem Item wird eine Aussage vorgegeben, wie z. B. „Bei dieser Arbeit erhält man Rückmeldungen über die eigene Arbeit.“. Bei der faktischen Einschätzung durch den Mitarbeiter, beantwortet dieser zunächst, ob die Aussage überhaupt zutrifft oder nicht. Bei der Frage nach dem subjektiven Erleben, bewertet der Mitarbeiter dann, wie es ihm damit geht. Ob er die Situation bei sich als gut, schlecht bzw. weder gut noch schlecht bewertet. Der logische Aufbau eines Positiv-Items ist also wie folgt (Bei Negativ-Items sind die Spalten trifft zu / trifft nicht zu vertauscht):
| Aussage, z. B.: Bei dieser Arbeit erhält man Rückmeldungen über die eigene Arbeit. | Aussage, z. B.: Bei dieser Arbeit erhält man Rückmeldungen über die eigene Arbeit. | Faktische Einschätzung   | Faktische Einschätzung    |
| Aussage, z. B.: Bei dieser Arbeit erhält man Rückmeldungen über die eigene Arbeit. | Aussage, z. B.: Bei dieser Arbeit erhält man Rückmeldungen über die eigene Arbeit. | Aussage trifft zu        | Aussage trifft nicht zu   |
| Subjektives Erleben                                                                | Das finde ich gut                                                                  | Erkannte Ressource       | Widersprüchlich           |
| Subjektives Erleben                                                                | Das finde ich weder gut noch schlecht                                              | Nicht-erkannte Ressource | Nicht-erkannte Gefährdung |
| Subjektives Erleben                                                                | Das finde ich schlecht                                                             | Widersprüchlich          | Erkannte Gefährdung       |

Hieraus ergeben sich sechs Kombinationen. Zwei davon zeigen widersprüchliche Antworten an, da gesundheitsförderliche Situationen als schlecht bewertet werden bzw. gefährdende Situationen als gut. Dies kann auf ein falsches Verständnis der Frage hindeuten, oder z. B. auch auf Probleme in der Arbeitsorganisation. Die anderen vier Kombinationen decken erkannte bzw. nicht-erkannte Ressourcen bzw. Gefährdungen ab.
Diese nicht-widersprüchlichen Kombinationen machen die BASA-Matrix aus. Hier werden die zwei Dimensionen kombiniert, was zu vier Ergebnisfeldern mit BASA-Scores führt.
|               | Ressource | Gefährdung |
| Erkannt       | 100       | 0          |
| Nicht erkannt | 66 2/3    | 33 1/3     |

Die Antwortkombinationen werden auf Skala von 0 bis 100 gleichmäßig verteilt, was den BASA-Score ergibt. Damit wird die zweistufige Erhebungsmethode auf einen Wert gebündelt, der damit die Ergebnis im einfach verständlichen Ampelsystem (grün, gelb, rot) visualisiert, um die Dringlichkeit von Maßnahmen zu bewerten.
Das BASA-Verfahren erfasst Faktoren wie Arbeitsintensität, Effort-Reward-Imbalance, Arbeitszeitregelungen, Lärm und ergonomische Faktoren sowie die soziale Unterstützung durch Kollegen und Vorgesetzte, siehe Inhalte des BASA-Verfahrens.

## Wissenschaftliche Grundlage
Das BASA-Verfahren basiert auf arbeitspsychologischen und arbeitswissenschaftlichen Modellen, insbesondere dem Belastungs-Beanspruchungs-Modell und dem Arbeitsanforderungen-Arbeitsressourcen-Modell. Diese Modelle dienen dazu, Zusammenhänge zwischen Arbeitsbedingungen und psychischer Gesundheit aufzuzeigen.
Darüber hinaus integriert das Verfahren Erkenntnisse der Handlungsregulationstheorie, die den Zusammenhang zwischen der Ausführung von Arbeitsaufgaben und der psychischen Belastung verdeutlicht.
Auch das Modell der soziotechnischen Systeme fließt in das Verfahren ein. Dieses betont, dass Arbeitsbedingungen sowohl technische als auch soziale Elemente umfassen.
Das BASA-Verfahren berücksichtigt außerdem theoretische Ansätze zur Salutogenese, um die gesundheitsfördernden Ressourcen der Beschäftigten zu erfassen und zu fördern. Dabei wird die Wechselwirkung zwischen individuellen Ressourcen und externen Anforderungen in den Mittelpunkt gestellt.

## Einsatzgebiet und Anwendungszweck
Das BASA-Verfahren (seit 2019 BASA III / seit 2020 BASA IV) wird in Unternehmen, Berufsgenossenschaften und Unfallkassen als Erhebungsverfahren zur Durchführung der psychischen Gefährdungsbeurteilung und zur Forschung eingesetzt. Die Digitalisierung des Verfahrens durch Plattformen ermöglicht es, die Erhebung schnell und effizient durchzuführen. Das Verfahren unterstützt auch die flexible Anpassung an unterschiedliche Arbeitskontexte und Branchen. Zur besseren Teilhabe und Integration ausländischer Arbeitskräfte werden derzeit mehrere Sprachversionen erprobt. So entstand im Jahr 2019 eine Kooperation vom BASA-Netzwerk mit der Odesa National Polytechnic University, die sich neben der International Labour Organization für verbesserten Arbeitsschutz in der Ukraine einsetzten. So entstand eine ukrainische BASA-Version.

## Entwicklung

### BASA I
Die erste Version, BASA I von Gabriele Richter und Martin Schatte, war ein grundlegendes Verfahren zur psychologischen Bewertung von Arbeitsbedingungen. Es basierte auf standardisierten Fragen gemäß EU-Verordnung und wurde ohne Anpassungsmöglichkeiten für betriebliche Besonderheiten konzipiert. Die technologische Grundlage war eine einfache Excel-Makro-Umsetzung zur Erstellung von Papierfragebögen, die nur begrenzte Flexibilität bot. BASA I legte den Grundstein für die systematische Erhebung von Daten zur psychischen Belastung am Arbeitsplatz.

### BASA II
BASA II stellte im Jahr 2009 eine Weiterentwicklung durch Gabriele Richter und Martin Schatte dar, die durch erste Evaluationen und gestiegene Anforderungen notwendig wurde. Diese Version erlaubte es, Fragebögen spezifisch an unterschiedliche Zielgruppen und betriebliche Anforderungen anzupassen, etwa durch das Ausblenden oder Hinzufügen von Fragen. Zudem wurden Funktionen zur Ausgabe relativer Häufigkeiten integriert. Die technologische Basis wurde durch ein verbessertes Excel-Makro-Design mit erweiterten Funktionen aktualisiert. Dennoch war BASA II nicht abwärtskompatibel zur ersten Version, was die Datenintegration erschwerte.

### BASA III
Die Einführung von BASA III in 2016 wurde durch tiefgreifende Veränderungen in der Arbeitswelt und die 2013 erfolgte Gesetzesänderung im Arbeitsschutzgesetz (§ 5 ArbSchG) erforderlich. Dieses Gesetz betonte die Berücksichtigung psychischer Belastungen in der Gefährdungsbeurteilung. BASA III wurde konzeptionell Matthias Schmidt, Katharina Roitzsch und Gabriele Walter (vormals Richter) neu gestaltet, um den interaktiven und dynamischen Prozessen moderner Arbeit gerecht zu werden. Es integrierte wissenschaftlich fundierte Bewertungsmethoden, die eine differenzierte Analyse von Arbeitsbedingungen ermöglichten. Neben einer verbesserten Nutzerfreundlichkeit wurden neue Anwendungsbereiche wie Dienstleistungstätigkeiten berücksichtigt, um den gestiegenen Anforderungen der Gemeinsamen Deutschen Arbeitsschutzstrategie (GDA) gerecht zu werden.

### BASA IV
Die jüngste Version, BASA IV aus dem Jahr 2022, markiert mit der Abkehr der Excel/Papier-basierten Lösung einen bedeutenden technologischen und methodischen Fortschritt. Sie wurde vollständig digitalisiert und nutzt Künstliche Intelligenz unterstützend für die Auswertung der Daten. Die Automatisierung ermöglicht eine präzisere und effizientere Analyse psychischer Belastungsfaktoren. Weiterhin wurden die Methodik für Fragestellungen mit physikalisch / chemischen Einflüssen erweitert, um z. B. der Unvermeidbarkeit von Strahlung beim Röntgen gerecht zu werden. Zusätzlich wurden neue Kategorien entwickelt, darunter „Eigene Führungsarbeit“, „Mobiles Arbeiten“ und „Pandemie“. Diese Erweiterungen tragen der veränderten Arbeitswelt Rechnung, insbesondere der zunehmenden Bedeutung mobiler Arbeitsformen und den durch die COVID-19-Pandemie entstandenen Herausforderungen.

## Inhalte des BASA-Verfahrens
Der BASA IV besteht aus bis zu 9 Kategorien, die sich über bis zu 41 Aspekte und damit bis zu 133 Items erstrecken. Zahlreiche Items gelten als optional und sollten nur gestellt werden, insofern die Fragen für den Mitarbeiter auch relevant sind. Bei einer computergestützten Erhebung empfiehlt es sich daher, dies zunächst abzufragen und dann mit bedingter Logik die entsprechenden, optionalen Items einzublenden. Die Anzahl der nicht-optionalen Items liegt bei 73.
Die folgende Tabelle gibt eine Übersicht über die Strukturierung des BASA-Verfahrens.
| Kategorie                                | Aspekt                                                        | Anzahl Items | Optional | Besonderheiten |
| ---------------------------------------- | ------------------------------------------------------------- | ------------ | -------- | --- |
| Arbeitsaufgabe – Arbeitsinhalt           | Informationen / Informationsangebot                           | 4            | Nein     | |
| Arbeitsaufgabe – Arbeitsinhalt           | Abwechslung / Variabilität                                    | 3            | Nein     | |
| Arbeitsaufgabe – Arbeitsinhalt           | Einflussmöglichkeiten / Handlungsspielraum                    | 2            | Nein     | |
| Arbeitsaufgabe – Arbeitsinhalt           | Qualifikation                                                 | 3            | Nein     | |
| Arbeitsaufgabe – Arbeitsinhalt           | Weiterentwicklung                                             | 2            | Nein     | |
| Arbeitsaufgabe – Arbeitsinhalt           | Umgang mit Fehlern                                            | 3            | Nein     | |
| Arbeitsaufgabe – Arbeitsinhalt           | Unterstützung                                                 | 4            | Nein     | |
| Organisatorische Arbeitsbedingungen      | Arbeitsorganisation                                           | 5            | Nein     | |
| Organisatorische Arbeitsbedingungen      | Verantwortung                                                 | 2            | Nein     | |
| Organisatorische Arbeitsbedingungen      | Arbeitszeit                                                   | 4            | Nein     | |
| Organisatorische Arbeitsbedingungen      | Spezielle Arbeitszeiten                                       | 3            | Ja       | |
| Organisatorische Arbeitsbedingungen      | Flexible Arbeitsorte                                          | 1            | Ja       | |
| Organisatorische Arbeitsbedingungen      | Bereichsübergreifende Zusammenarbeit                          | 3            | Nein     | |
| Soziale Arbeitsbedingungen               | Vorgesetzte                                                   | 8            | Nein     | |
| Soziale Arbeitsbedingungen               | Kollegen                                                      | 3            | Nein     | |
| Arbeitsumweltbezogene Arbeitsbedingungen | Arbeitsumgebung                                               | 5            | Nein     | Erweiterte Fragestellung aufgrund physikalisch / chemischer Einflüsse                                                                    |
| Arbeitsumweltbezogene Arbeitsbedingungen | Einwirkungen                                                  | 6            | Nein     | Erweiterte Fragestellung aufgrund physikalisch / chemischer Einflüsse                                                                    |
| Arbeitsumweltbezogene Arbeitsbedingungen | Körperhaltung                                                 | 5            | Nein     | |
| Arbeitsumweltbezogene Arbeitsbedingungen | Arbeitsplatzmaße                                              | 3            | Nein     | |
| Arbeitsumweltbezogene Arbeitsbedingungen | Arbeits- / Hilfsmittel                                        | 3            | Nein     | |
| Arbeitsumweltbezogene Arbeitsbedingungen | Sicherheit und Gesundheit                                     | 5            | Nein     | |
| Technische Arbeitsbedingungen            | Maschinen                                                     | 2            | Ja       | |
| Technische Arbeitsbedingungen            | Bildschirm                                                    | 3            | Ja       | |
| Technische Arbeitsbedingungen            | Software                                                      | 6            | Ja       | |
| Sicherheitstechnische Arbeitsbedingungen | Sicherheitsvorrichtungen                                      | 3            | Ja       | |
| Sicherheitstechnische Arbeitsbedingungen | Stellteile                                                    | 2            | Ja       | |
| Sicherheitstechnische Arbeitsbedingungen | Signalgeber                                                   | 2            | Ja       | |
| Sicherheitstechnische Arbeitsbedingungen | Persönliche Schutzausrüstung (PSA)                            | 3            | Ja       | |
| Eigene Führungsarbeit                    | Ressourcen zur eigenen Führungsarbeit                         | 4            | Ja       | |
| Eigene Führungsarbeit                    | Feedback zur Führungsarbeit                                   | 2            | Ja       | |
| Eigene Führungsarbeit                    | Unterstützung bei der Führungsarbeit                          | 2            | Ja       | |
| Mobiles Arbeiten                         | Arbeitsplatzgestaltung                                        | 2            | Ja       | |
| Mobiles Arbeiten                         | IT für mobiles Arbeiten                                       | 2            | Ja       | |
| Mobiles Arbeiten                         | Organisation von mobiler Arbeit                               | 5            | Ja       | |
| Mobiles Arbeiten                         | Soziales beim mobilen Arbeiten                                | 4            | Ja       | |
| Mobiles Arbeiten                         | Betriebliche Informationen                                    | 2            | Ja       | |
| Pandemie                                 | Arbeitsorganisatorische Maßnahmen zur Eindämmung der Pandemie | 3            | Ja       | Die SARS-CoV-2 Arbeitsschutzverordnung wurde am 2. Februar 2023 aufgehoben. Daher kann diese Kategorie auch komplett ausgelassen werden. |
| Pandemie                                 | Verfügbarkeit Mittel zur Vermeidung von Ansteckung            | 2            | Ja       | Die SARS-CoV-2 Arbeitsschutzverordnung wurde am 2. Februar 2023 aufgehoben. Daher kann diese Kategorie auch komplett ausgelassen werden. |
| Pandemie                                 | Unterweisung zu Umgang mit der Pandemie                       | 2            | Ja       | Die SARS-CoV-2 Arbeitsschutzverordnung wurde am 2. Februar 2023 aufgehoben. Daher kann diese Kategorie auch komplett ausgelassen werden. |
| Pandemie                                 | Kontrolle der Pandemie-Regeln                                 | 2            | Ja       | Die SARS-CoV-2 Arbeitsschutzverordnung wurde am 2. Februar 2023 aufgehoben. Daher kann diese Kategorie auch komplett ausgelassen werden. |
| Pandemie                                 | Pandemie-Informationen für Außenstehende                      | 2            | Ja       | Die SARS-CoV-2 Arbeitsschutzverordnung wurde am 2. Februar 2023 aufgehoben. Daher kann diese Kategorie auch komplett ausgelassen werden. |